# Henry Meuwis
Henri (ou Henry) Meuwis, né à Bruxelles en 1870 et mort en 1935, est un artiste-décorateur belge, peintre post-impressionniste, aquarelliste et pastelliste de paysages et de sites urbains.

## Biographie
Henri Marie François Meuwis, de son nom de baptême, naît le 12 mai 1870 de parents modestes. Sa mère, Marie Thérèse Van Damme, est ouvrière-tailleur et son père, Henrij Meuwis, est plombier et décède prématurément. Il épouse Valentine Jeannette Nyns le 26 janvier 1892, à Molenbeek-Saint-Jean. 
Comme Prosper Colmant, il est professeur de dessin à l'École de Dessin et des Arts décoratifs de Molenbeek-Saint-Jean (2 rue Mommaerts), dès 1908 et jusqu'à sa mort,. Henri Meuwis expose régulièrement au cercle d'art La Guirlande de cette même école et cela est avéré dès 1911. Il participe également à plusieurs reprises au salon du cercle Les Indépendants aux côtés d'artistes notoires de l'avant-garde belge tels que Georges Lemmen, Auguste Oleffe, Léon Spilliaert ou encore Rik Wouters,,. Il est entre autres remarqué pour ses paysages de Brabant, comme des vues rurales de Ganshoren, et une volonté de toujours mieux simplifier et d'exprimer l'essence des choses et de ses observations.
Henri Meuwis est enterré dans la sépulture familiale au Cimetière de Molenbeek-Saint-Jean. Une rue de la commune de Ganshoren porte son nom.

## Expositions
- IIIe Salon du Cercle d'art Les Indépendants, Bruxelles, septembre 1906[5].
- Exposition de groupe au Cercle du Vrije Kunst, Bruxelles, septembre 1906[9].
- Exposition de groupe au Cercle L'Élan, Bruxelles, juillet 1907.
- Henri Meuwis, Édouard Thiébaut et Georges Philippe Jacqmotte au Cercle artistique et littéraire de Bruxelles (nl), 12-21 avril 1909.
- VIe Salon du Cercle d'art Les Indépendants, Bruxelles, 12 juin au 4 juillet 1909[6].
- VIIe Salon du Cercle d'art Les Indépendants, Bruxelles, 2-25 juillet 1910[7].
- Exposition de groupe au Cercle d'art La Guirlande, Molenbeek-Saint-Jean, septembre 1911[4].
- Willy Thiriar, Henri Meuwis et Gustave Carlier au  Cercle artistique et littéraire de Bruxelles (nl), janvier 1914.
- Exposition de groupe au Cercle d'art La Guirlande, Molenbeek-Saint-Jean, septembre 1923.
- Exposition Henri Meuwis au Cabinet Maldora (Hôtel Ravenstein), Bruxelles, 28 février au 9 mars 1924.
- Salonnet du Groupe Vouloir, Bruxelles, mai 1924.
- Jean Vervisch, Léon Londot, Henri Meuwis et Joseph Witterwulghe au  Cercle artistique et littéraire de Bruxelles (nl), avril 1927[10].